# Kruis (Michel Somers)
Kruis is een artistiek kunstwerk in Amsterdam-Zuidoost.
Van het beeld is weinig bekend. Het werd rond 1979 gemaakt door kunstenaar Michel Somers en werd geplaatst bij de Dalsteinmetrobrug in de Oostlijn. Het origineel was een lichtobject bestaande uit perspex en staal. In het perspex zat de verlichting verscholen. De verlichting was in 2021 al jaren lang stuk, vandaar dat er toen alleen nog een stalen frame stond in de vorm van twee stalen balken die elkaar kruisen. Daarbij staat de staander vast op de grond; de dwarsbalk hangt enerzijds aan het spoorviaduct, anderzijds aan de metrobrug. Het opvallendst aan het beeld is de rode kleur; het wordt omgeven door grijs beton van allerlei metro- en spoorviaducten.